# Kvalspelet till Europamästerskapet i fotboll 1968 (grupp 3)
Kvalspelet till Europamästerskapet i fotboll 1968 (grupp 3) spelades mellan den 2 oktober 1966 och 5 november 1967

## Tabell
| Nr | Lag ( )       | S | V | O | F | GM | IM | MS  | P  |
| -- | ------------- | - | - | - | - | -- | -- | --- | -- |
| 1  | Sovjetunionen | 6 | 5 | 0 | 1 | 16 | 6  | +10 | 10 |
| 2  | Grekland      | 6 | 2 | 2 | 2 | 8  | 9  | −1  | 6  |
| 3  | Österrike     | 6 | 2 | 2 | 2 | 8  | 10 | −2  | 6  |
| 4  | Finland       | 6 | 0 | 2 | 4 | 5  | 12 | −7  | 2  |

## Matcher
|             | 2 oktober 1966 | Finland | 0 – 0           | Österrike | Olympiastadion | |
| 14:00 UTC+2 | 14:00 UTC+2    |         | (0 – 0) Rapport |           | Helsingfors Publik: 10 070<refname="Rsssf">{{Webbref\|url=http://www.rsssf.com/tables/68e-full.html%7Ctitel=EuropeanChampionship1 968(Details)\|hämtdatum=7juli2 017\|utgivare=Rsssf}}</ref> Domare: Peter Coates (Nordirland) | Helsingfors Publik: 10 070<refname="Rsssf">{{Webbref\|url=http://www.rsssf.com/tables/68e-full.html%7Ctitel=EuropeanChampionship1 968(Details)\|hämtdatum=7juli2 017\|utgivare=Rsssf}}</ref> Domare: Peter Coates (Nordirland) |
| 14:00 UTC+2 | 14:00 UTC+2    |         |                 |           | Helsingfors Publik: 10 070<refname="Rsssf">{{Webbref\|url=http://www.rsssf.com/tables/68e-full.html%7Ctitel=EuropeanChampionship1 968(Details)\|hämtdatum=7juli2 017\|utgivare=Rsssf}}</ref> Domare: Peter Coates (Nordirland) | Helsingfors Publik: 10 070<refname="Rsssf">{{Webbref\|url=http://www.rsssf.com/tables/68e-full.html%7Ctitel=EuropeanChampionship1 968(Details)\|hämtdatum=7juli2 017\|utgivare=Rsssf}}</ref> Domare: Peter Coates (Nordirland) |
| 14:00 UTC+2 | 14:00 UTC+2    |         |                 |           | Helsingfors Publik: 10 070<refname="Rsssf">{{Webbref\|url=http://www.rsssf.com/tables/68e-full.html%7Ctitel=EuropeanChampionship1 968(Details)\|hämtdatum=7juli2 017\|utgivare=Rsssf}}</ref> Domare: Peter Coates (Nordirland) | Helsingfors Publik: 10 070<refname="Rsssf">{{Webbref\|url=http://www.rsssf.com/tables/68e-full.html%7Ctitel=EuropeanChampionship1 968(Details)\|hämtdatum=7juli2 017\|utgivare=Rsssf}}</ref> Domare: Peter Coates (Nordirland) |

|             | 16 oktober 1966 | Grekland                  | 2 – 1           | Finland            | Kaftanzoglio Stadium                                                             |                                                                                  |
| 15:30 UTC+1 | 15:30 UTC+1     | Alekos Alexiadis 39′, 86′ | (1 – 0) Rapport | 57′ Pertti Mäkipää | Salonika Publik: 30 000<refname="Rsssf"/> Domare: Zdenek Vales (Tjeckoslovakien) | Salonika Publik: 30 000<refname="Rsssf"/> Domare: Zdenek Vales (Tjeckoslovakien) |
| 15:30 UTC+1 | 15:30 UTC+1     |                           |                 |                    | Salonika Publik: 30 000<refname="Rsssf"/> Domare: Zdenek Vales (Tjeckoslovakien) | Salonika Publik: 30 000<refname="Rsssf"/> Domare: Zdenek Vales (Tjeckoslovakien) |
| 15:30 UTC+1 | 15:30 UTC+1     |                           |                 |                    | Salonika Publik: 30 000<refname="Rsssf"/> Domare: Zdenek Vales (Tjeckoslovakien) | Salonika Publik: 30 000<refname="Rsssf"/> Domare: Zdenek Vales (Tjeckoslovakien) |

|             | 10 maj 1967 | Finland             | 1 – 1           | Grekland            | Olympiastadion                                                                     |                                                                                    |
| 18:00 UTC+2 | 18:00 UTC+2 | Juhani Peltonen 18′ | (1 – 1) Rapport | 39′ Stathis Chaitas | Helsingfors Publik: 14 056<refname="Rsssf"/> Domare: Pieter Roomer (Nederländerna) | Helsingfors Publik: 14 056<refname="Rsssf"/> Domare: Pieter Roomer (Nederländerna) |
| 18:00 UTC+2 | 18:00 UTC+2 |                     |                 |                     | Helsingfors Publik: 14 056<refname="Rsssf"/> Domare: Pieter Roomer (Nederländerna) | Helsingfors Publik: 14 056<refname="Rsssf"/> Domare: Pieter Roomer (Nederländerna) |
| 18:00 UTC+2 | 18:00 UTC+2 |                     |                 |                     | Helsingfors Publik: 14 056<refname="Rsssf"/> Domare: Pieter Roomer (Nederländerna) | Helsingfors Publik: 14 056<refname="Rsssf"/> Domare: Pieter Roomer (Nederländerna) |

|             | 11 juni 1967 | Sovjetunionen                                                                       | 4 – 3           | Österrike                                      | Luzjnikistadion                                                                |                                                                                |
| 19:00 UTC+3 | 19:00 UTC+3  | Eduard Malofeyev 25′ Anatoliy Byshovets 36′ Igor Chislenko 43′ Eduard Streltsov 80′ | (3 – 1) Rapport | 38′ Erich Hof 54′ Franz Wolny 71′ Helmut Siber | Moskva Publik: 100 000<refname="Rsssf"/> Domare: Johan Einar Boström (Sverige) | Moskva Publik: 100 000<refname="Rsssf"/> Domare: Johan Einar Boström (Sverige) |
| 19:00 UTC+3 | 19:00 UTC+3  |                                                                                     |                 |                                                | Moskva Publik: 100 000<refname="Rsssf"/> Domare: Johan Einar Boström (Sverige) | Moskva Publik: 100 000<refname="Rsssf"/> Domare: Johan Einar Boström (Sverige) |
| 19:00 UTC+3 | 19:00 UTC+3  |                                                                                     |                 |                                                | Moskva Publik: 100 000<refname="Rsssf"/> Domare: Johan Einar Boström (Sverige) | Moskva Publik: 100 000<refname="Rsssf"/> Domare: Johan Einar Boström (Sverige) |

|             | 16 juli 1967 | Sovjetunionen                                                            | 4 – 0           | Grekland | Centralstadion                                                         |                                                                        |
| 19:00 UTC+4 | 19:00 UTC+4  | Anatoliy Banishevskiy 50′, 77′ Yozhef Sabo 72′ (str.) Igor Chislenko 83′ | (0 – 0) Rapport |          | Tbilisi Publik: 40 000<refname="Rsssf"/> Domare: Birger Nilsen (Norge) | Tbilisi Publik: 40 000<refname="Rsssf"/> Domare: Birger Nilsen (Norge) |
| 19:00 UTC+4 | 19:00 UTC+4  |                                                                          |                 |          | Tbilisi Publik: 40 000<refname="Rsssf"/> Domare: Birger Nilsen (Norge) | Tbilisi Publik: 40 000<refname="Rsssf"/> Domare: Birger Nilsen (Norge) |
| 19:00 UTC+4 | 19:00 UTC+4  |                                                                          |                 |          | Tbilisi Publik: 40 000<refname="Rsssf"/> Domare: Birger Nilsen (Norge) | Tbilisi Publik: 40 000<refname="Rsssf"/> Domare: Birger Nilsen (Norge) |

|             | 30 augusti 1967 | Sovjetunionen                             | 2 – 0           | Finland | Luzjnikistadion                                                           |                                                                           |
| 19:00 UTC+3 | 19:00 UTC+3     | Murtaz Churtsilava 14′ Igor Chislenko 80′ | (1 – 0) Rapport |         | Moskva Publik: 80 000<refname="Rsssf"/> Domare: Muzaffer Sarvan (Turkiet) | Moskva Publik: 80 000<refname="Rsssf"/> Domare: Muzaffer Sarvan (Turkiet) |
| 19:00 UTC+3 | 19:00 UTC+3     |                                           |                 |         | Moskva Publik: 80 000<refname="Rsssf"/> Domare: Muzaffer Sarvan (Turkiet) | Moskva Publik: 80 000<refname="Rsssf"/> Domare: Muzaffer Sarvan (Turkiet) |
| 19:00 UTC+3 | 19:00 UTC+3     |                                           |                 |         | Moskva Publik: 80 000<refname="Rsssf"/> Domare: Muzaffer Sarvan (Turkiet) | Moskva Publik: 80 000<refname="Rsssf"/> Domare: Muzaffer Sarvan (Turkiet) |

|             | 6 september 1967 | Finland                                        | 2 – 5           | Sovjetunionen                                                                               | Kupittaan Stadion                                                          |                                                                            |
| 17:30 UTC+2 | 17:30 UTC+2      | Juhani Peltonen 18′ (str.) Simo Syrjävaara 25′ | (2 – 3) Rapport | 2′, 56′ (str.) Yozhef Sabo 14′ Valeri Maslov 35′ Anatoliy Banishevskiy 63′ Eduard Malofeyev | Åbo Publik: 7 793<refname="Rsssf"/> Domare: Pavel Špoták (Tjeckoslovakien) | Åbo Publik: 7 793<refname="Rsssf"/> Domare: Pavel Špoták (Tjeckoslovakien) |
| 17:30 UTC+2 | 17:30 UTC+2      |                                                |                 |                                                                                             | Åbo Publik: 7 793<refname="Rsssf"/> Domare: Pavel Špoták (Tjeckoslovakien) | Åbo Publik: 7 793<refname="Rsssf"/> Domare: Pavel Špoták (Tjeckoslovakien) |
| 17:30 UTC+2 | 17:30 UTC+2      |                                                |                 |                                                                                             | Åbo Publik: 7 793<refname="Rsssf"/> Domare: Pavel Špoták (Tjeckoslovakien) | Åbo Publik: 7 793<refname="Rsssf"/> Domare: Pavel Špoták (Tjeckoslovakien) |

|             | 24 september 1967 | Österrike                           | 2 – 1           | Finland             | Praterstadion                                                                  |                                                                                |
| 15:00 UTC+1 | 15:00 UTC+1       | Rudi Flögel 17′ Leopold Grausam 81′ | (1 – 0) Rapport | 57′ Juhani Peltonen | Wien Publik: 28 000<refname="Rsssf"/> Domare: Milivoje Gugulović (Jugoslavien) | Wien Publik: 28 000<refname="Rsssf"/> Domare: Milivoje Gugulović (Jugoslavien) |
| 15:00 UTC+1 | 15:00 UTC+1       |                                     |                 |                     | Wien Publik: 28 000<refname="Rsssf"/> Domare: Milivoje Gugulović (Jugoslavien) | Wien Publik: 28 000<refname="Rsssf"/> Domare: Milivoje Gugulović (Jugoslavien) |
| 15:00 UTC+1 | 15:00 UTC+1       |                                     |                 |                     | Wien Publik: 28 000<refname="Rsssf"/> Domare: Milivoje Gugulović (Jugoslavien) | Wien Publik: 28 000<refname="Rsssf"/> Domare: Milivoje Gugulović (Jugoslavien) |

|             | 4 oktober 1967 | Grekland                                                   | 4 – 1           | Österrike           | Karaiskakis-stadion                                                        |                                                                            |
| 20:45 UTC+2 | 20:45 UTC+2    | Giorgos Sideris 28′, 34′ (str.), 63′ Mimis Papaioannou 75′ | (2 – 0) Rapport | 62′ Leopold Grausam | Aten Publik: 40 000<refname="Rsssf"/> Domare: Vasile Dumitrescu (Rumänien) | Aten Publik: 40 000<refname="Rsssf"/> Domare: Vasile Dumitrescu (Rumänien) |
| 20:45 UTC+2 | 20:45 UTC+2    |                                                            |                 |                     | Aten Publik: 40 000<refname="Rsssf"/> Domare: Vasile Dumitrescu (Rumänien) | Aten Publik: 40 000<refname="Rsssf"/> Domare: Vasile Dumitrescu (Rumänien) |
| 20:45 UTC+2 | 20:45 UTC+2    |                                                            |                 |                     | Aten Publik: 40 000<refname="Rsssf"/> Domare: Vasile Dumitrescu (Rumänien) | Aten Publik: 40 000<refname="Rsssf"/> Domare: Vasile Dumitrescu (Rumänien) |

|             | 15 oktober 1967 | Österrike           | 1 – 0           | Sovjetunionen | Praterstadion                                                            |                                                                          |
| 15:30 UTC+1 | 15:30 UTC+1     | Leopold Grausam 50′ | (0 – 0) Rapport |               | Wien Publik: 37 400<refname="Rsssf"/> Domare: Todor Bechirov (Bulgarien) | Wien Publik: 37 400<refname="Rsssf"/> Domare: Todor Bechirov (Bulgarien) |
| 15:30 UTC+1 | 15:30 UTC+1     |                     |                 |               | Wien Publik: 37 400<refname="Rsssf"/> Domare: Todor Bechirov (Bulgarien) | Wien Publik: 37 400<refname="Rsssf"/> Domare: Todor Bechirov (Bulgarien) |
| 15:30 UTC+1 | 15:30 UTC+1     |                     |                 |               | Wien Publik: 37 400<refname="Rsssf"/> Domare: Todor Bechirov (Bulgarien) | Wien Publik: 37 400<refname="Rsssf"/> Domare: Todor Bechirov (Bulgarien) |

|             | 31 oktober 1967 | Grekland | 0 – 1           | Sovjetunionen        | Karaiskakis-stadion                                                      |                                                                          |
| 15:15 UTC+2 | 15:15 UTC+2     |          | (0 – 0) Rapport | 50′ Eduard Malofeyev | Aten Publik: 38 000<refname="Rsssf"/> Domare: Gottfried Dienst (Schweiz) | Aten Publik: 38 000<refname="Rsssf"/> Domare: Gottfried Dienst (Schweiz) |
| 15:15 UTC+2 | 15:15 UTC+2     |          |                 |                      | Aten Publik: 38 000<refname="Rsssf"/> Domare: Gottfried Dienst (Schweiz) | Aten Publik: 38 000<refname="Rsssf"/> Domare: Gottfried Dienst (Schweiz) |
| 15:15 UTC+2 | 15:15 UTC+2     |          |                 |                      | Aten Publik: 38 000<refname="Rsssf"/> Domare: Gottfried Dienst (Schweiz) | Aten Publik: 38 000<refname="Rsssf"/> Domare: Gottfried Dienst (Schweiz) |

|             | 5 november 1967 | Österrike        | 1 – 1           | Grekland             | Praterstadion                                                     |                                                                   |
| 14:00 UTC+1 | 14:00 UTC+1     | Helmut Siber 31′ | (1 – 0) Rapport | 71′ Georgios Sideris | Wien Publik: 25 000<refname="Rsssf"/> Domare: Gyula Gere (Ungern) | Wien Publik: 25 000<refname="Rsssf"/> Domare: Gyula Gere (Ungern) |
| 14:00 UTC+1 | 14:00 UTC+1     |                  |                 |                      | Wien Publik: 25 000<refname="Rsssf"/> Domare: Gyula Gere (Ungern) | Wien Publik: 25 000<refname="Rsssf"/> Domare: Gyula Gere (Ungern) |
| 14:00 UTC+1 | 14:00 UTC+1     |                  |                 |                      | Wien Publik: 25 000<refname="Rsssf"/> Domare: Gyula Gere (Ungern) | Wien Publik: 25 000<refname="Rsssf"/> Domare: Gyula Gere (Ungern) |